# Union (Carolina del Sud)
Union és una població dels Estats Units a l'estat de Carolina del Sud. Segons el cens del 2000 tenia 8.793 habitants.

## Demografia
Segons el cens del 2000, Union tenia 8.793 habitants, 3.791 habitatges i 2.399 famílies. La densitat de població era de 426,5 habitants/km².
Dels 3.791 habitatges en un 25,5% hi vivien nens de menys de 18 anys, en un 38,5% hi vivien parelles casades, en un 21,3% dones solteres, i en un 36,7% no eren unitats familiars. En el 33,7% dels habitatges hi vivien persones soles el 16,5% de les quals corresponia a persones de 65 anys o més que vivien soles. El nombre mitjà de persones vivint en cada habitatge era de 2,28 i el nombre mitjà de persones que vivien en cada família era de 2,91.
Per edats la població es repartia de la següent manera: un 22,9% tenia menys de 18 anys, un 8,3% entre 18 i 24, un 25,6% entre 25 i 44, un 23,1% de 45 a 60 i un 20% 65 anys o més.
L'edat mediana era de 40 anys. Per cada 100 dones de 18 o més anys hi havia 74,3 homes.
La renda mediana per habitatge era de 26.110 $ i la renda mediana per família de 34.714 $. Els homes tenien una renda mediana de 29.071 $ mentre que les dones 19.966 $. La renda per capita de la població era de 16.175 $. Entorn del 17,6% de les famílies i el 20,8% de la població estaven per davall del llindar de pobresa.

## Poblacions més properes
El següent diagrama mostra les poblacions més properes.